# Hosnik
 Hosnik  falu Horvátországban, a Tengermellék-Hegyvidék megyében. Közigazgatásilag Skradhoz tartozik.

## Fekvése
Fiumétól 41 km-re, községközpontjától 4 km-re északkeletre erdők között fekszik.

## Története
A falunak 1857-ben 37, 1910-ben 21 lakosa volt. A falu a trianoni békeszerződésig Modrus-Fiume vármegye Delnicei járásához tartozott. 2011-ben a falunak 1 lakosa volt.

## Lakosság
| Lakosság változása | Lakosság változása | Lakosság változása | Lakosság változása | Lakosság változása | Lakosság változása | Lakosság változása | Lakosság változása | Lakosság változása | Lakosság változása | Lakosság változása | Lakosság változása | Lakosság változása | Lakosság változása | Lakosság változása | Lakosság változása |
| ------------------ | ------------------ | ------------------ | ------------------ | ------------------ | ------------------ | ------------------ | ------------------ | ------------------ | ------------------ | ------------------ | ------------------ | ------------------ | ------------------ | ------------------ | ------------------ |
| 1857               | 1869               | 1880               | 1890               | 1900               | 1910               | 1921               | 1931               | 1948               | 1953               | 1961               | 1971               | 1981               | 1991               | 2001               | 2011               |
| 37                 | 33                 | 29                 | 22                 | 24                 | 21                 | 14                 | 19                 | 14                 | 12                 | 10                 | 4                  | 3                  | 0                  | 1                  | 1                  |